# Aglaophenia picardi
Aglaophenia picardi is een hydroïdpoliep uit de familie Aglaopheniidae. De poliep komt uit het geslacht Aglaophenia. Aglaophenia picardi werd in 1979 voor het eerst wetenschappelijk beschreven door Svoboda. 